# 明尊
明尊，亦稱明使、明父、大明尊（英語：Father of Greatness），是摩尼教中的最高神及永恆至善之神，居於明界，或稱光明王國。此外，在許多古代摩尼教文獻中，祂被比做或等同於祆教的時間和永恆之神祖爾宛，所以中文又稱祂為「察宛」。

## 概述

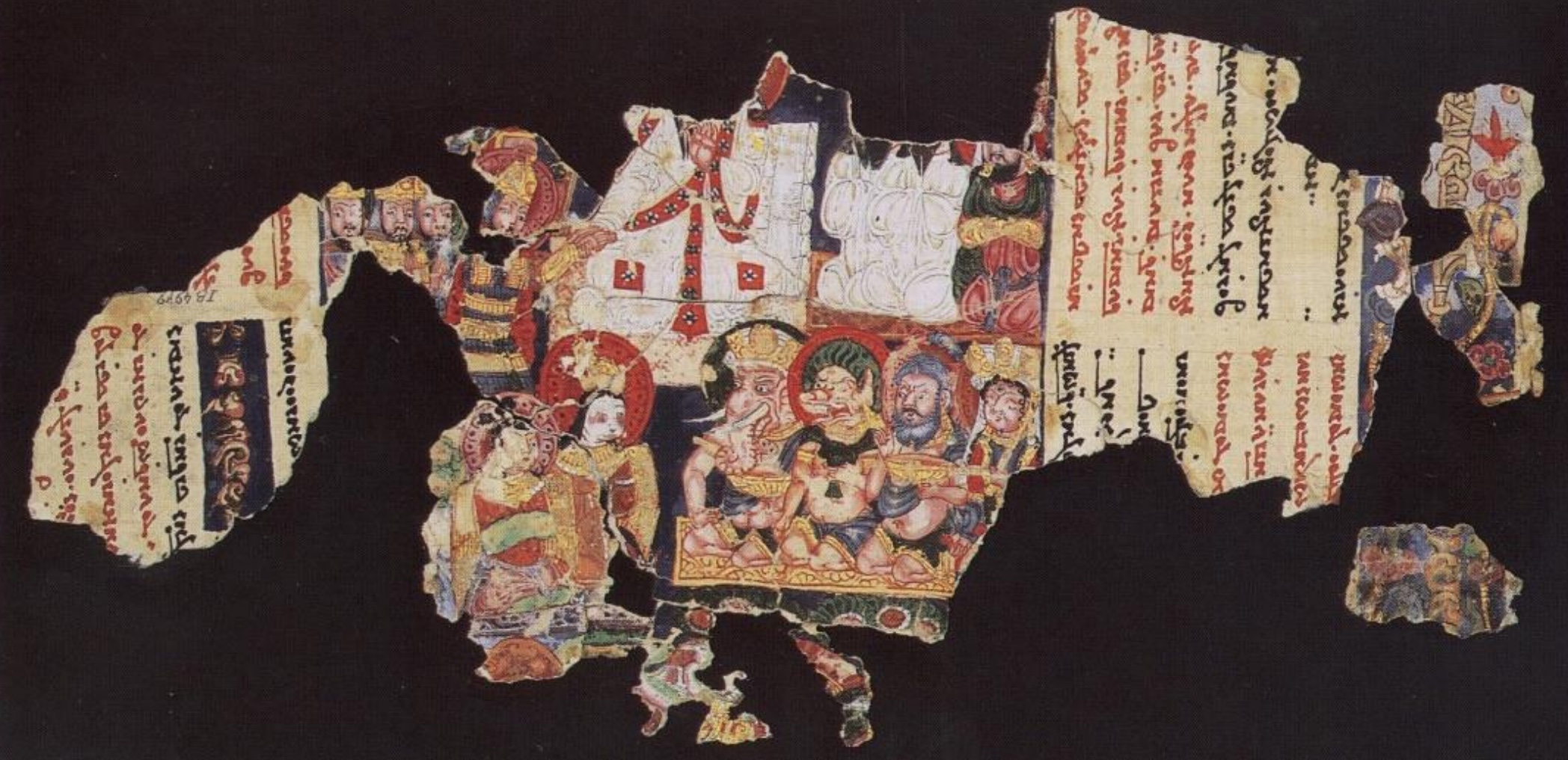
「摩尼教抄本殘頁 MIK III 4979」插圖以印度教四神迦尼薩、筏羅訶、梵天和濕婆來象徵「四重偉大之明尊」。新疆高昌故城，8–9世紀。

摩尼教認為明尊是「四重偉大之神」，集神性、光明、力量、至善四種特質於一身。祂的王座環繞着12靈體、衆靈之靈以及諸天使。漢語摩尼教經《下部讚》之〈歎無上明尊偈文〉開篇就為讀者描繪出明尊和明界王國的景象：「我等常活明尊父，隱密恆安大明處。高於人天自在者，不動國中儼然住。」
當暗魔入侵明界時，明尊召喚出一衆光明神體抵抗暗界的侵蝕。但光明神體寡不敵衆，戰敗後被迫與暗界惡魔相混合；因此而誕生的人類便擁有源於明尊的光明分子，但暗魔的禁錮令人類無法認識自身中的光明神性，除非他們能獲得靈知繼而從「沉睡」中甦醒，重返自身的神性之源。明尊因而再次召喚出一系列光明神體去拯救被困於物質世界（人世）的光明分子。在摩尼教傳統中，人們相信明尊會在末世時顯露眞容。

## 神義論
在摩尼教的教義中，明尊是至善之神，祂不帶任何邪惡特質，因而也無法攻擊或給任何人事物帶去痛苦和傷害，祂能做的只有防禦。所以，明尊的力量在祂自身的這種本質下受到很大限制。雖然祂並非全能，但在末世到來時，祂會讓所有光明分子重返明界，邪惡與黑暗將會被永久驅逐回暗界，從此再無力入侵光明王國。因此，摩尼教反對《舊約聖經》中有能力給予「報復」的上帝形象，比如〈利未記〉第26章第3-10節所述「你們要追趕仇敵，他們必倒在你們刀下」。於是，儘管明尊無法主動攻擊邪惡，但祂能以自己至善和光輝的本質將源於暗界的邪惡消解。